# Anomphalidae
De Anomphalidae zijn een familie van uitgestorven weekdieren uit de klasse van de Gastropoda (slakken). Exemplaren van deze familie zijn slechts als fossiel bekend.

## Geslacht
- † Anomphalus Meek & Worthen, 1866